# Crossocnemis colmanti
Crossocnemis colmanti là một loài bọ cánh cứng trong họ Cerambycidae.